# Trudoliubivka, Solone
Trudoliubivka (în ucraineană Трудолюбівка) este un sat în comuna Prîvilne din raionul Solone, regiunea Dnipropetrovsk, Ucraina.

## Demografie
Componența lingvistică a localității Trudoliubivka
     Ucraineană (94,44%)
     Rusă (5,56%)
Conform recensământului din 2001, majoritatea populației localității Trudoliubivka era vorbitoare de ucraineană (94,44%), existând în minoritate și vorbitori de rusă (5,56%).